# Samsung Mobile 500
La O'Reilly Auto Parts 500 è una gara della NASCAR Sprint Cup Series che è svolta annualmente al Texas Motor Speedway situato vicino a Fort Worth, Texas negli USA. Anche se viene descritta come una 500 miglia, la gara, in realtà, è di 501. Ci sono stati 12 differenti vincitori nelle prime 12 gare. Jeff Burton, il vincitore dell'edizione del 2007 ha rotto questo particolare record vincendo per la seconda volta dopo quella del 1997.
La denominazione "Samsung Mobile 500" è in vigore dall'edizione del 2010, precedentemente ha avuto le denominazioni di Samsung 500, Samsung / RadioShack 500, Harrah's 500, DirecTV 500, Primestar 500, Texas 500 e Interstate Batteries 500

## Albo d'oro
| Anno                     | Data        | Pilota             | Costruttore | Premio (USD) | Distanza (miglia) | Velocità Media (mph) | Durata  |
| ------------------------ | ----------- | ------------------ | ----------- | ------------ | ----------------- | -------------------- | ------- |
| Interstate Batteries 500 |             |                    |             |              |                   |                      |         |
| 1997                     | 6 aprile    | Jeff Burton        | Ford        | $354,350     | 501               | 125.111              | 4:00:16 |
| Texas 500                |             |                    |             |              |                   |                      |         |
| 1998                     | 5 aprile    | Mark Martin        | Ford        | $356,850     | 501               | 136.771              | 3:39:47 |
| Primestar 500            |             |                    |             |              |                   |                      |         |
| 1999                     | 28 marzo    | Terry Labonte      | Chevrolet   | $376,840     | 501               | 144.276              | 3:28:21 |
| DirecTV 500              |             |                    |             |              |                   |                      |         |
| 2000                     | 2 aprile    | Dale Earnhardt Jr. | Chevrolet   | $374,675     | 501               | 131.152              | 3:49:12 |
| Harrah's 500             |             |                    |             |              |                   |                      |         |
| 2001                     | 1º aprile   | Dale Jarrett       | Ford        | $444,527     | 501               | 141.804              | 3:31:59 |
| Samsung / RadioShack 500 |             |                    |             |              |                   |                      |         |
| 2002                     | 8 aprile(1) | Matt Kenseth       | Ford        | $418,275     | 501               | 142.453              | 3:31:01 |
| 2003                     | 30 marzo    | Ryan Newman        | Dodge       | $406,500     | 501               | 134.517              | 3:43:28 |
| 2004                     | 4 aprile    | Elliot Sadler      | Ford        | $507,733     | 501               | 138.845              | 3:36:30 |
| 2005                     | 17 aprile   | Greg Biffle        | Ford        | $522,250     | 501               | 130.055              | 3:51:08 |
| 2006                     | 9 aprile    | Kasey Kahne        | Dodge       | $530,164     | 501               | 137.943              | 3:37:55 |
| Samsung 500              |             |                    |             |              |                   |                      |         |
| 2007                     | 15 aprile   | Jeff Burton        | Chevrolet   | $526,766     | 501               | 143.359              | 3:39:41 |
| 2008                     | 6 aprile    | Carl Edwards       | Ford        | $541,150     | 508.5 (2)         | 144.814              | 3:30:41 |
| 2009                     | 5 aprile    | Jeff Gordon        | Chevrolet   | $541,874     | 501               | 146.372              | 3:25:22 |
| Samsung Mobile 500       |             |                    |             |              |                   |                      |         |
| 2010                     | 19 aprile   | Denny Hamlin       | Toyota      |              | 501               | 146.230              | 3:25:34 |
| 2011                     | 9 aprile    | Matt Kenseth       | Ford        |              | 501               | 149.231              | 3:21:26 |
| 2012                     | 14 aprile   | Greg Biffle        | Ford        |              | 501               | 160.577              | 3:07:12 |

(1) - Gara posticipata al lunedì per pioggia.
(2) - Gara estesa a 339 giri / 508.5 miglia per il Green-white-checker finish.

## Vittorie per costruttori
| Pos: | Costruttore | Vittorie |
| ---- | ----------- | -------- |
| 1    | Ford        | 9        |
| 2    | Chevrolet   | 4        |
| 3    | Dodge       | 2        |
| 4    | Toyota      | 1        |